# 16711 Ka-Dar
16711 Ka-Dar (tên chỉ định: 1995 SM29) là một tiểu hành tinh vành đai chính. Nó được phát hiện bởi Timur V. Kryachko ở the Engelhardt Observatory, Zelenchukskaya Station, gần Special Astrophysical Observatory of the Russian Academy of Science, Russia, ngày 16 tháng 9 năm 1995. Nó được đặt theo tên the Ka-Dar Observatory in Russia.